# فريدريك ليونغستروم
فريدريك ليونغستروم (16 يونيو 1875 - 18 فبراير 1964) هو مهندس، ومصمم تقني، وصناعي سويدي.
يعتبر فريدريك ليونغستروم أحد أبرز مخترعي السويد، حصل على مئات براءات الاختراع التقنية بمفرده وبالتعاون مع شقيقه بيرير ليونغستروم (1872-1948): بدءًا من تقنيات محاور العجلات الحرة في الدراجات القديمة، وناقل الحركة الأوتوماتيكي الميكانيكي للمركبات، إلى التوربينات البخارية، وسخان الهواء، وهياكل الأقواس الدائرية للقوارب الشراعية. شارك في تأسيس شركات مثل شركة نيو سايكل، شركة ليونغستروم للتوربينات البخارية، وشركة ليونغستروم لصناعة التوربينات السويدية، وتعاون مع صناعيين آخرين مثل ألفرد نوبل، وهيلغ بالمكرانتز، وغوستاف دي لافال، وكيرت نيكولين، وغوستاف دالين. ظهرت أفكاره المبتكرة في التصاميم الخارجية غير التقليدية، مثل قاطرات التوربينات البخارية والمراكب الشراعية.
خلال ندرة الموارد في الحرب العالمية الثانية، قدمت تقنية فريدريك ليونغستروم المبتكرة لتغويز الصخر الزيتي تحت الأرض لتوليد الطاقة الكهربائية، والتي تسمى طريقة ليونغستروم، تأثيرًا استراتيجيًا للقوات المسلحة السويدية. بالإضافة إلى ذلك، ساهمت تقنية ليونغستروم في إنتاج أول محرك نفاث سويدي وطوربيدات وغير ذلك.
مع تطبيق سخان الهواء لفريدريك ليونغستروم في عدد كبير من محطات الطاقة الحديثة حول العالم حتى يومنا هذا مع إجمالي وفورات الوقود المنسوبة في جميع أنحاء العالم والتي تقدر بنحو 4,960,000,000 طن من النفط، «نجحت القليل من الاختراعات في توفير الوقود مثل سخان ليونغستروم الهوائي». في عام 1995 صنفت الجمعية الأمريكية للمهندسين الميكانيكيين سخان ليونغستروم الهوائي باعتباره المَعلم التاريخي الدولي الرابع والأربعين للهندسة الميكانيكية. مُثلت أعماله في المتحف الوطني السويدي للعلوم والتكنولوجيا، ومتحف الشمال، ومتحف السويد للسكك الحديدية، ودوليًا في متحف العلوم في لندن، إنجلترا، ومتحف ليوناردو دا فينتشي الوطني للعلوم والتكنولوجيا في ميلانو، إيطاليا.

## النشأة والخلفية
ولد في عام 1875 في ستوكهولم لرسام الخرائط جوناس باتريك ليونغستروم وأماليا (الاسم قبل الزواج فالك). عمه الأكبر الثاني هو يوهان بوريسون، وعمه الأكبر الثالث الأسقف يوهان فنغارد. من بين إخوته جورج ليونغستروم، أوسكار ليونغستروم، بيرغر ليونغستروم، ومن بين أشقائه، جورج سباك. تزوج فريدريك ليونغستروم مرتين، الأولى من إليزابيث (الاسم قبل الزواج ويستربرغ)، ابنة أماندا ساندبورغ ويستربرغ، التي ترمل منها، والثانية سيغني (الاسم قبل الزواج سودربرغ)، ابنة ويلهلم ثيودور سودربرغ. من بين أنسباءه كان جونار ليونغستروم، ومن بين أصهاره، آرثر لوندبلوم، وتورستن كاسيل.
تلقى تعليمه في أوسترا ريال، والتحق بالمعهد الملكي للتكنولوجيا حيث حصل على الدكتوراه الفخرية في عام 1944. بدأ الابتكار التقني بصورة ملحوظة في مشاغل والده في أوسترمالم في ستوكهولم، والتي تعاونت من بين آخرين مع مصنع إل. إم. إريكسون المبكر. كان من المهم لدراساته الذاتية المهمة أيضًا الإرشاد في الفيزياء من قبل سالومون أوغست أندريه، كما كان موجهه الأولي ألفريد نوبل. لاحقًا، قدم فريدريك ليونغستروم بدوره الإرشاد للصناعيين المبتدئين مثل كيرت نيكولين.
بلغ عمر ألفريد نوبل 61 عامًا عندما التقى بفريدريك وبيرير ليونغستروم، اللذين كانا عمرهما 19 و22 عامًا على التوالي. نوبل، الذي لم يكن لديه أطفال، تعاون بحماس في مساعي الأخوين المبكرة. سرعان ما أصبح نوبل والأخوة أصدقاء حميمين، وناقشوا مشاكل العالم والأسئلة الوجودية في ذلك الوقت، حيث ظهرت علاقة «الأب والابن». بعد 60 عامًا، عندما تذكر فريدريك ليونغستروم محادثاتهما والوقت الذي أمضياه معًا، أشاد بقدرة نوبل على «مناقشة أكثر الأسئلة تعقيدًا مع الشباب غير المتمرسين على أسس متساوية»، وأن «نظرته النقدية للقضايا المعاصرة كانت مشرقة بصورة استثنائية»؛ وخلص إلى أن «يأخذني الحنين إليه عندما أفكر فيه».
توفي فريدريك ليونغستروم في عام 1964 في ليدينغو، ودُفن في المقبرة الشمالية، ستوكهولم.

## سفيا فيلوسيبيد
سفيا فيلوسيبيد اختراع أولي بواسطة لفريدريك ليونغستروم بالتعاون مع إخوته بيرير، وأكسل، وأوسكار ليونغستروم. كان هيلغ بالمكرانتز أيضًا جزءًا من المشروع. من الأمثلة الأولى في تاريخ الدراجة، آلية الدواسات في سفيا فيلوسيبيد كانت رأسية مستقيمة، مدفوعة بمحاور عجلات حرة، والتي حصل الأخان على براءة اختراعها في عام 1892، مع براءة اختراع ناقل الحركة في عام 1895.
بحضور ودعم ألفريد نوبل، تطور المشروع بشكل أكبر وامتد أيضًا إلى لندن، وانتقل الأخان ليونغستروم في عام 1895 بناءً على توصية من نوبل. تحت اسم الشركة نيو سايكل، والتي كان جورج سباك متصلًا بها أيضًا، باع المنتج نحو 2000 وحدة في السويد، و150 وحدة في بريطانيا العظمى. استمر الإنتاج حتى عام 1898. على الرغم من أن التفضيل العام لآليات الدواسة الدائرية ازداد وضوحًا بمرور الوقت، فنماذج الدراجات اللاحقة في السوق اعتمدت مكابح الدراجات التي تعمل بالقدم مع استخدام محاور العجلات الحرة.
يعرض المتحف الوطني السويدي للعلوم والتكنولوجيا ومتحف الشمال في ستوكهولم، السويد، سفيا فيلوسيبيد من بين أشياء أخرى.

## مولد البخار
بحلول عام 1895، طور فريدريك ليونغستروم وحصل على براءة اختراع لمولد بخار، وهو اختراع أولاه ألفريد نوبل اهتمامًا خاصًا، وخاصة اختراع المكثف السطحي. طُبق على مركب شراعي، وصلت سرعته إلى 12 عقدة، وأصبح أسرع سفينة بخارية حول أرخبيل ستوكهولم. صُدر هذا الاختراع إلى إنجلترا في عام 1896 مع فريدريك، حيث جذب أولًا اهتمام دانفورد وإليوت في نيوكاسل أبون تاين. على الرغم من وفاة الداعم الأولي للمشروع ألفريد نوبل في عام 1896، في عام 1900 تأسست نقابة محركات ليونغستروم المحدودة للأغراض في نيوكاسل، التي انتقل إليها الأخان مع عائلاتهم، مع تعيين جورج سباك رئيسًا تنفيذيًا. على الرغم من توقف الإنتاج مرة أخرى في عام 1902، فإن العديد من مبادئ البناء أثبتت أهميتها لمحرك ليونغستروم البخاري اللاحق.
بعد نقابة محركات ليونغستروم المحدودة، واصل فريدريك وبيرير العمل على أول جهاز حلب آلي في السويد، بيتا (1901)، والذي جذب اهتمام ابن شقيق ألفريد نوبل لودفيغ نوبل (1868-1946) وكذلك غوستاف لافال في فرازة لافال إيه بي. بقي فريدريك مهندسًا رائدًا في هذا مشروع آلة الحلب في كونغسولمن، ستوكهولم، حتى عام 1908. في الوقت نفسه، طور الأخان أيضًا طرقًا لبرافين الزيت المعدني، أي السبك في قوالب النحاس والزنك والألمنيوم التي لقيت استحسانًا. ومع ذلك، لم تثبت التكنولوجيا نجاحها للسوق إلا في عام 1922.
لكن سرعان ما اتضح أن التوربينات البخارية هي المحور الرئيسي لمشاريع الأخوين.

## التوربينات البخارية
قيل إن رؤى فريدريك ليونغستروم في القوة البخارية جاءت إليه بالفعل عندما كان طفلًا في المنزل، يراقب كيفية طهو الطعام في المطبخ. في حين أن الراحل ألفريد نوبل اهتم دائمًا بتطوير التوربينات البخارية، فقد اعتمِد هذا الاختراع أيضًا من قبل شخصيات مثل البروفيسور أوريل ستودولا في عام 1907.

### شركة توربينات ليونغستروم البخارية
أصبحت تقنية التوربينات البخارية الجديدة أساسًا لشركة توربينات ليونغستروم البخارية، التي تأسست عام 1908 في السويد، والتي امتلكت جميع براءات الاختراع الخاصة بهذا البناء الثوري للتوربينات. تأسست ورشة العمل لأول مرة في كونغسولمن، في المبنى الذي تأسس فيه مؤخرًا سلف إلكترولوكس. في العام التالي، انتقلت ورشة العمل إلى ليليهولمن، ستوكهولم، حيث جرى الانتهاء من أول توربين في عام 1910. بالفعل أشارت المجموعة الأولى إلى أداء قياسي عالمي. بحلول عام 1911، أنتِجت مجموعة أكبر بكثير ونجحت في الاختبار، مع تحسينات تُعزى فقط إلى براعة فريدريك ليونغستروم. مع إنشاء مولد جديد أضافه فريدريك، أصبحت الميزات المحددة لتوربين ليونغستروم جاهزة للسوق. بيع التوربين الأول لشركة شمال متروبوليتان لتزويد الطاقة الكهربائية لتزويد خطوط الترام التابعة لمجلس مقاطعة لندن بالطاقة. على الرغم من كونها نموذجًا أوليًا، بقيت المجموعة في الخدمة لمدة 50 عامًا حتى نُقلت للعرض في متحف العلوم في لندن.